# Yağmurdede, Ayaş
Yağmurdede là một xã thuộc huyện Ayaş, tỉnh Ankara, Thổ Nhĩ Kỳ. Dân số thời điểm năm 2011 là 173 người.